# Pseudolophia uniformis
Pseudolophia uniformis là một loài bọ cánh cứng trong họ Cerambycidae.